# Stade Román Suárez Puerta
Le Stade Román Suárez Puerta (en espagnol : Estadio Román Suárez Puerta), auparavant connu sous le nom de Stade de l'exposition (en espagnol : Estadio de La Exposición) ou encore de Stade des Meanes (en espagnol : Estadio de Les Meanes), est un stade de football espagnol situé dans la ville d'Avilés, dans les Asturies.
Le stade, doté de 5 352 places et inauguré en 1943, sert d'enceinte à domicile à l'équipe de football du Real Avilés Club de Fútbol.
Il porte le nom de Román Suárez Puerta, ancien maire de la ville qui proposa la construction du stade en 1956.

## Histoire
Le stade ouvre ses portes en 1943. Il est inauguré le 26 septembre 1943 lors d'une rencontre entre les locaux du Real Avilés et le Racing de Santander.
Le stade accueille les championnats d'athlétisme d'Espagne entre 1948 et 1952.
Parmi les autres événements sportifs qu'il a accueillis, comme les courses hippiques, le stade sert de dernière étape des éditions du Tour d'Espagne en 1964 et 1981.
Il est totalement rénové en 1999.

## Événements
- 1948-1952 :

### Matchs internationaux de football
| Date             | Compétition  | Équipes             | Score | Affluence |
| ---------------- | ------------ | ------------------- | ----- | --------- |
| 23 février 1999  | Match amical | Espagne — Danemark  | 2-2   | —         |
| 28 décembre 2002 | Match amical | Asturies — Honduras | 5-2   | 7 000     |

## Galerie

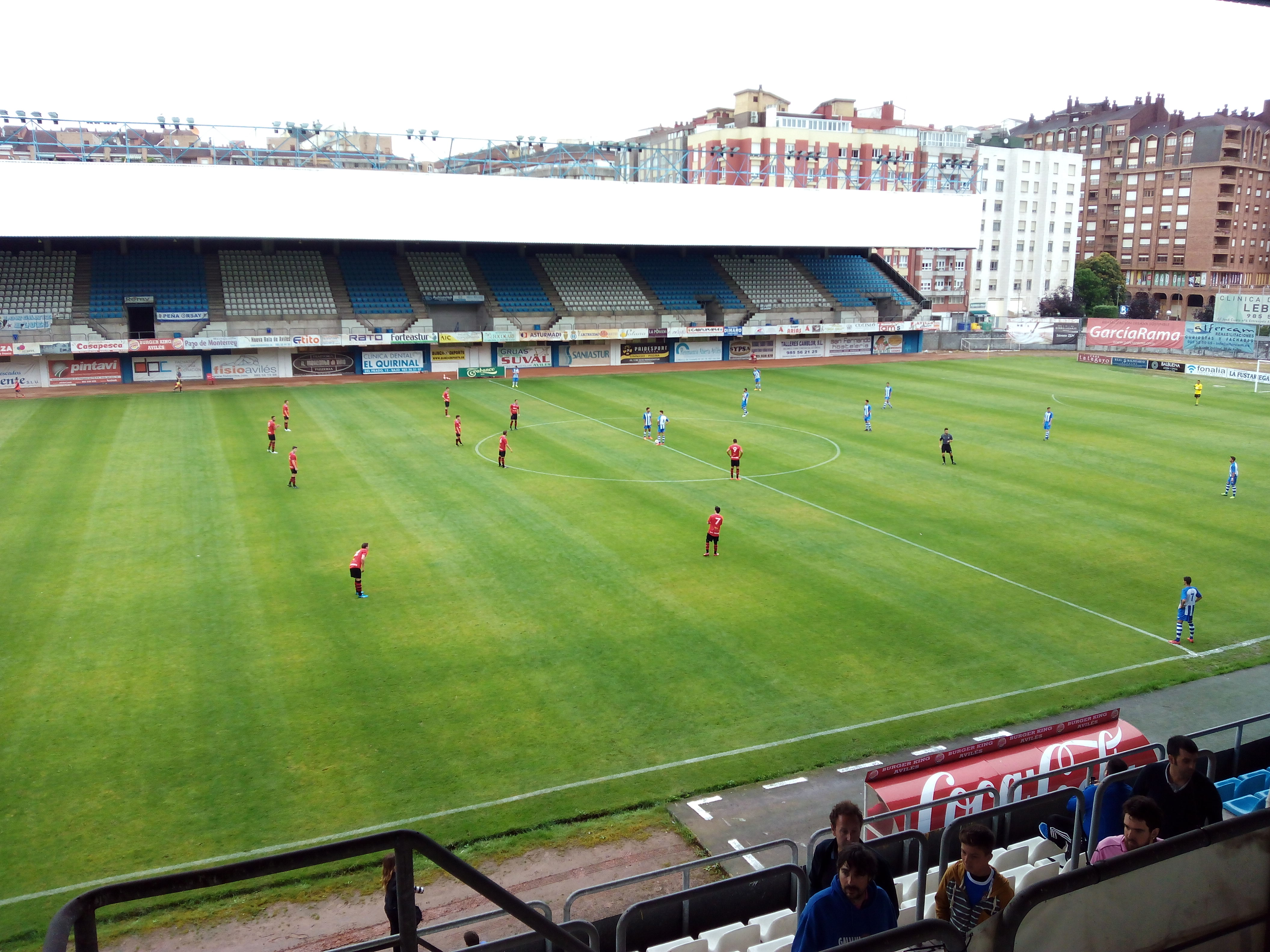
Vue du stade pendant un match du Real Avilés